# Wegwespen

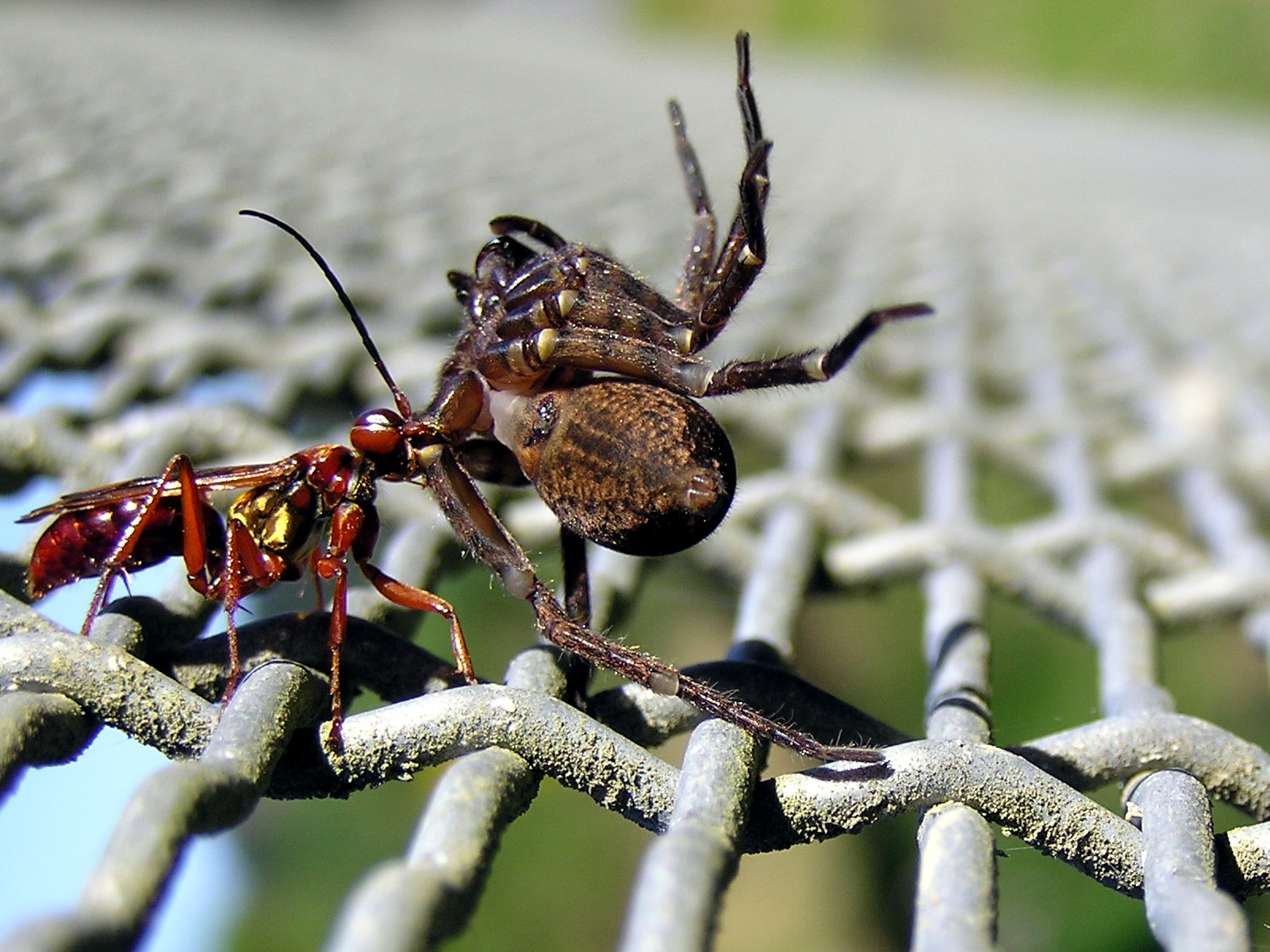
Eine Wegwespe bringt eine gelähmte Spinne zu ihrem Nest

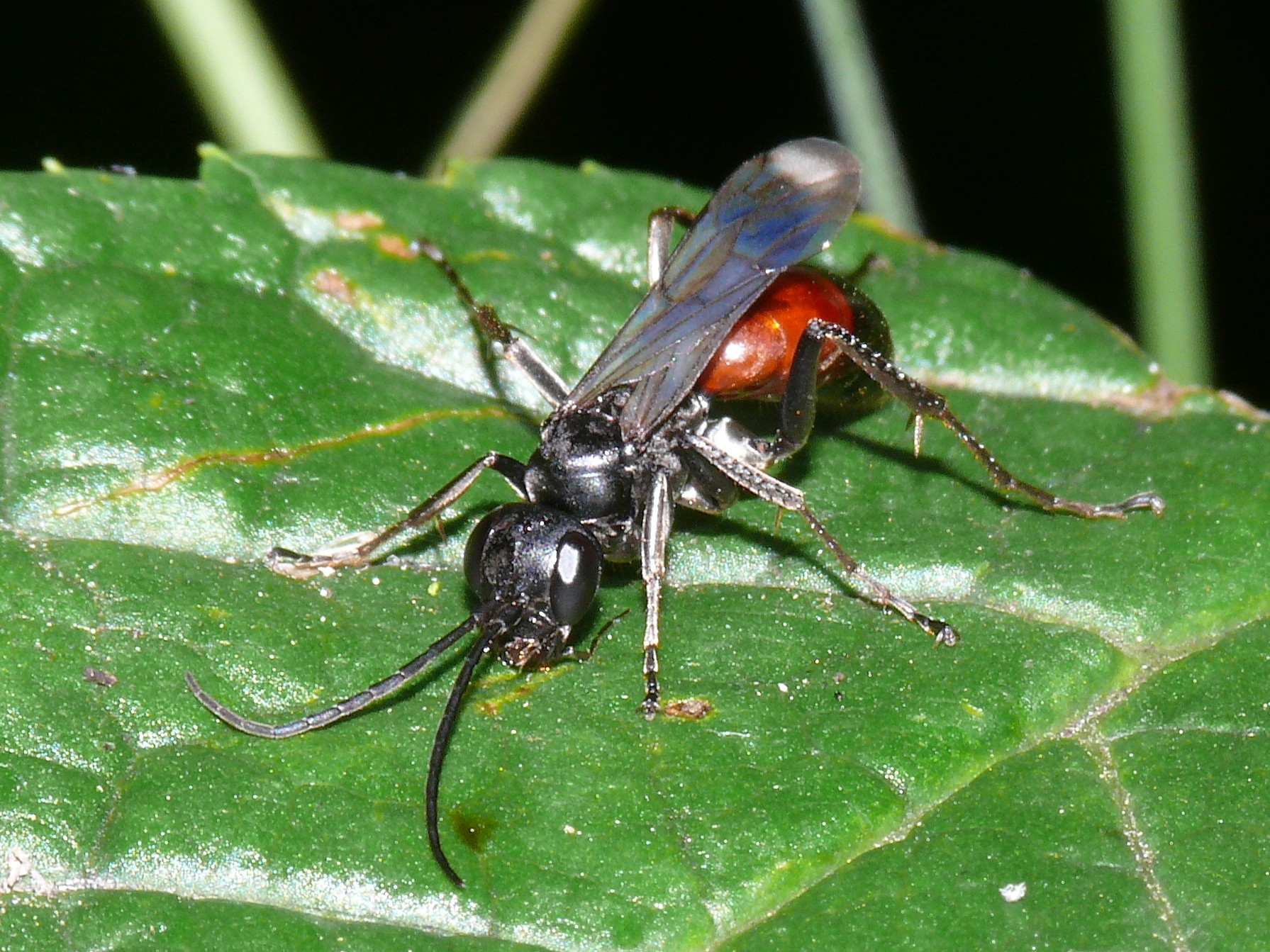
Priocnemis sp.

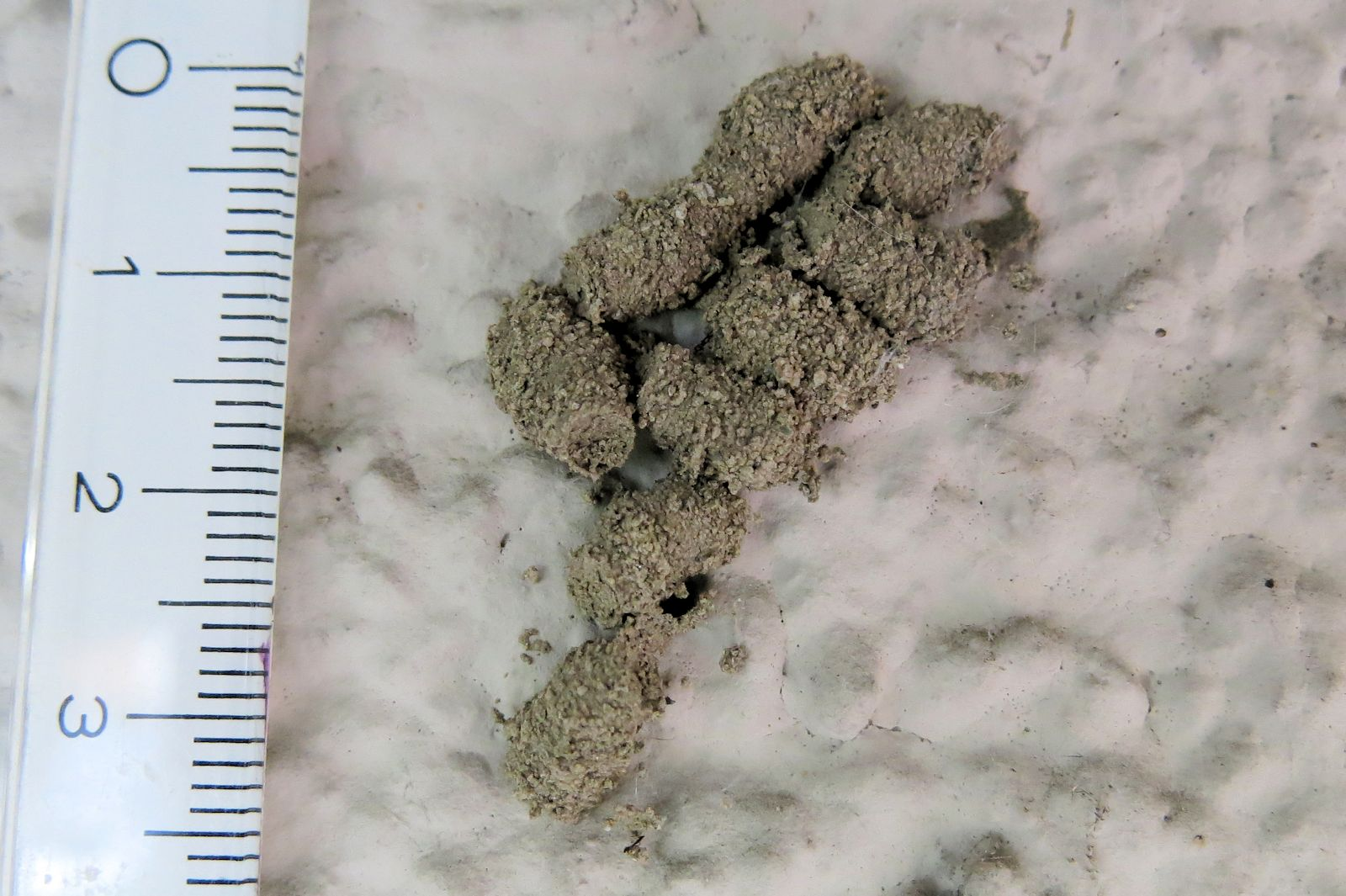
Tönnchenförmige Lehmzellen

Die Wegwespen (Pompilidae; vormals Psammocharidae) sind eine Familie der Hautflügler (Hymenoptera). Die Familie ist mit Ausnahme der Polarregionen weltweit verbreitet. Die meisten Arten treten jedoch in den Tropen und den heißen Regionen der Erde auf. Die Larven der Wegwespen sind Parasitoide von Spinnen, die adulten Wespen ernähren sich von Pollen. Die Tiere sind bei gutem Wetter leicht von anderen Hautflüglern zu unterscheiden, wenn sie aktiv auf der Vegetation nahe am Boden umherlaufen und nach ihren Beutetieren suchen.

## Merkmale
Zu den Autapomorphien der Wegwespen zählen eine gerade, mittig schräg über die Mesopleura verlaufende Furche, ein Paar stark sklerotisierter scharfer Haken hinten am sechsten Sternum der Männchen und verlängerte parapeniale Lappen bei den männlichen Genitalien, die häufig basal Häkchen tragen.
Die Männchen der Wegwespen haben Fühler mit 13 Segmenten, die Weibchen besitzen nur 12. Bei letzteren ringeln sich die Fühler bei präparierten Tieren charakteristisch ein. Die Maxillarpalpen sind sechsgliedrig, die Labialpalpen viergliedrig. Die Mandibeln tragen ein oder zwei Zähnchen. Das Pronotum der Tiere ist beweglich mit dem Mesonotum verbunden, der vordere Ansatz ist in der Regel gut entwickelt. Das Pronotum ist entweder gebogen oder nach hinten gewinkelt und reicht bis zu den Tegulae nach hinten. Der Pronotallappen überlappt das Mesopleuron und überdeckt auch das Stigma des ersten Thoraxsegments. Die Vorderflügel haben in der Regel 10 geschlossene Zellen, bei den deutlich kleineren Hinterflügeln sind die meisten Zellen miteinander verschmolzen. Die Beine sind langgestreckt, ihre Hüften (Coxen) sind groß und liegen nahe beieinander. Das Metasoma hat bei den Männchen sieben, bei den Weibchen sechs sichtbare Segmente. Die Weibchen sind deutlich größer als die Männchen ihrer Art. Die Männchen sind zudem schlanker und ihnen fehlen Tarsalkämme.
Die Larven haben den typischen Körperbau der Pompiloidea: Sie sind beinlos und haben Mandibeln. Ihr Körper ist weißlich, nach vorne und hinten verjüngt und auf der Bauchseite etwas abgeflacht. Er ist am Rücken und an den Pleuren mit verschieden langen Borsten versehen. Die Larven haben neun Paar Stigmen. Die Puppe trägt charakteristische, fleischige Höcker am Körper.

## Lebensweise
Anhand der Lebensweise unterscheiden sich drei Gruppen der Wegwespen. Bei der ersten Gruppe, zu denen beispielsweise Aporus pollux oder Arachnospila spissa zählen, entwickeln sich die Larven als Ektoparasiten an frei lebenden Spinnen. Das Weibchen lähmt eine Spinne für kurze Zeit, um ihr Ei abzulegen. Die Larve entwickelt sich in weiterer Folge an der wieder aktiven Spinne, bis diese schließlich durch die Larve getötet wird. Die Arten der zweiten Gruppe, zu denen beispielsweise Auplopus carbonarius oder Pompilus cinereus gehören, legen verschiedenförmige Nester an, in die eine gelähmte Spinne als Nahrungsvorrat für die Larve eingebracht wird. Das Nest wird nach der Eiablage verschlossen. Die dritte Gruppe, wie beispielsweise die Arten der Gattungen Poecilagenia, Evagetes und Ceropales, besteht aus Kleptoparasiten, die die Beutetiere anderer Wegwespen rauben, um ihre Brut mit Nahrung zu versorgen. Die Verpuppung der Larven erfolgt in einem braunen, seidenen Kokon.
Die meisten Wegwespen sind weniger auf bestimmte Spinnenarten spezialisiert, sondern jagen Spinnen mit ähnlicher Lebensweise. Dennoch dient insgesamt nur ein kleiner Teil der Spinnenarten als potentielle Beute. So enthalten nur 13 der 30 britischen Spinnenfamilien Arten, die Wirte der Wegwespen sind. Insgesamt sind es dort nur 10 % der Spinnenarten, die als Beute in Frage kommen. Pro Wespenlarve wird vom Weibchen immer nur eine Spinne verwendet.

## Systematik
Die Verwandtschaft der Wegwespen innerhalb der Vespoidea ist noch nicht vollends geklärt, es wird jedoch vermutet, dass sie entweder mit den Rhopalosomatidae oder mit den Ameisenwespen (Mutillidae) und Rollwespen (Tiphiidae) nahe verwandt sind. Sie zählen zu den ältesten Vertretern der Stechimmen (Aculeata). Der älteste bisher bekannte fossile Fund einer Wegwespe stammt aus der mittleren Kreidezeit (Albium). In rund 100 Millionen Jahre altem Bernstein aus Myanmar wurde eine Wegwespe gefunden, die sich stark von den rezenten Gattungen, aber auch von anderen fossilen Exemplaren unterscheidet. Sie wurde von Michael S. Engel und David A. Grimaldi beschrieben und Bryopompilus interfector genannt. Wegwespen sind auch aus dem baltischen Bernstein und aus Funden aus dem Eozän und Oligozän nachgewiesen.
Wegwespen sind weltweit mit rund 5000 rezenten Arten vertreten. Sie werden in vier Unterfamilien eingeteilt. Die frühere Unterteilung in sechs Unterfamilien wurde aufgegeben, da sich durch die phylogenetische Analyse anhand morphologischer Merkmale die Notocyphinae vollständig in die Pompilinae und die Epipompilinae in die Ctenocerinae integrieren ließen. Es gibt aber noch wenige molekulargenetische Arbeiten über Wegwespen. In Mitteleuropa treten etwa 100 Arten auf, in ganz Europa sind es 284. Wie auch bei anderen Gruppen der Insekten ist ihre Artenvielfalt im Norden deutlich geringer als im temperaturbegünstigten Süden. So sind bisher aus Italien 169 Arten, aus Deutschland 97 Arten und aus Finnland 55 Arten nachgewiesen. Im Folgenden werden alle in Europa derzeit anerkannten rezenten Subtaxa bis hinunter zur Gattung sowie sämtliche europäischen Arten aufgelistet, wenn diese noch keinen eigenen Gattungsartikel besitzen:
- Unterfamilie Ceropalinae
  -     - Gattung Ceropales Latreille, 1796

- Unterfamilie Pepsinae
  - Tribus Ageniellini
    - Gattung Auplopus Spinola, 1841

  - Tribus Pepsini
    - Gattung Caliadurgus Pate, 1946
    - Gattung Cryptocheilus Panzer, 1806
    - Gattung Cyphononyx Dahlbom, 1845
      -         - Cyphononyx bretonii (Guerin, 1843)

    - Gattung Hemipepsis Dahlbom, 1844
    - Gattung Priocnemis Schioedte, 1837

  - Tribus Deuterageniini
    - Gattung Deuteragenia Šustera, 1912
      - Art Deuteragenia ossarium Staab, Ohl, Zhu & Klein, 2014

    - Gattung Dipogon Fox, 1897
    - Gattung Myrmecodipogon Ishikawa, 1965
- Unterfamilie Pompilinae
  - Tribus Aporini
    - Gattung Aporus Spinola, 1808

  - Tribus Homonotini
    - Gattung Homonotus Dahlbom, 1843

  - Tribus Pompilini
    - Gattung Agenioideus Ashmead, 1902
    - Gattung Amblyellus Day, 1981
      -         - Amblyellus hasdrubal (Kohl, 1894)

    - Gattung Anoplius Dufour, 1834
    - Gattung Anospilus Haupt, 1929
      - Untergattung Anospilus
        - Anospilus basalis Haupt, 1936
        - Anospilus carbonicolor (Gussakovskij, 1933)
        - Anospilus intactus (Tournier, 1889)
        - Anospilus orbitalis (Costa, 1863)
        - Anospilus sardus Priesner, 1962
        - Anospilus sotoserranensis Pedrero, 1995

      - Untergattung Barbatospilus
        - Anospilus barbilabris Wolf, 1966
        - Anospilus larachei Junco y Reyes, 1961
        - Anospilus similis Haupt, 1936

      - Untergattung Hemianospilus
        - Anospilus balearicus Haupt, 1936

      - Untergattung Meganospilus
        - Anospilus melanarius (Vander Linden, 1827)

    - Gattung Aporinellus Banks, 1911
      - Untergattung Aporinellus
        - Aporinellus moestus (Klug, 1834)
        - Aporinellus sexmaculatus (Spinola, 1805)

    - Gattung Arachnospila Kincaid, 1900
    - Gattung Batozonellus Arnold, 1937
    - Gattung Ctenagenia Saussure, 1892
      -         - Ctenagenia vespiformis (Klug, 1834)

    - Gattung Dicyrtomellus Gussakovskij, 1935
      -         - Dicyrtomellus hohmanni (Wolf, 1990)
        - Dicyrtomellus picticrus (Saunders, 1901)
        - Dicyrtomellus rufifemur Wahis, 1992
        - Dicyrtomellus tingitanus (Wolf, 1966)

    - Gattung Entomobora Gistel, 1857
      -         - Entomobora crassitarsis (Costa, 1887)
        - Entomobora fuscipennis (Vander Linden, 1827)
        - Entomobora itinerator (Lepeletier, 1845)
        - Entomobora operculata (Klug, 1834)
        - Entomobora plicata (Costa, 1883)
        - Entomobora pseudoplicata Wolf, 1961
        - Entomobora vomeriventris (Costa, 1881)

    - Gattung Eoferreola Arnold, 1935
    - Gattung Episyron Schioedte, 1837
    - Gattung Evagetes Lepeletier, 1845
    - Gattung Gonaporus Ashmead, 1902
      -         - Gonaporus alfierii Priesner, 1955

    - Gattung Microphadnus Cameron, 1904
      -         - Microphadnus insperatus Priesner, 1967
        - Microphadnus pumilus (Costa, 1882)

    - Gattung Nanoclavelia Priesner, 1955
    - Gattung Paracyphononyx Gribodo, 1884
      -         - Paracyphononyx zavattarii Guiglia, 1943

    - Gattung Pareiocurgus Haupt, 1962
      -         - Pareiocurgus violaceipennis (Brulle, 1840)

    - Gattung Pedinpompilus Wolf, 1961
      - Untergattung Arctoclavelia
        - Pedinpompilus sulcatus Wolf, 1978

      - Untergattung Dyscheria
        - Pedinpompilus wolfi Priesner, 1965

    - Gattung Pompilus Fabricius, 1798
    - Gattung Schistonyx Saussure, 1887
      -         - Schistonyx guigliae Junco y Reyes, 1953
        - Schistonyx perezi (Tournier, 1895)
        - Schistonyx umbrosus (Klug, 1834)

    - Gattung Tachyagetes Haupt, 1930
    - Gattung Telostegus Costa, 1887
      -         - Telostegus cretensis Priesner, 1965
        - Telostegus delicatus Haupt, 1930
        - Telostegus inermis (Brulle, 1832)

    - Gattung Xenaporus Ashmead, 1902
      - Untergattung Baguenaia
        - Xenaporus bytinskii (Priesner, 1966)
        - Xenaporus dayi Wolf, 1990
        - Xenaporus inesperatus (Giner Mari, 1942)
        - Xenaporus schmidti Priesner, 1967

  - Tribus Psammoderini
    - Gattung Arachnotheutes Haupt, 1927
      -         - Arachnotheutes leucurus (Morawitz, 1891)
        - Arachnotheutes rufithorax (Costa, 1882)
        - Arachnotheutes turgidus (Tournier, 1890)

    - Gattung Ferreola Lepeletier, 1845
    - Gattung Micraporus Priesner, 1955
      -         - Micraporus cyprendemicus Wolf, 1960

    - Gattung Pseudopompilus Costa, 1887
      -         - Pseudopompilus humboldti (Dahlbom, 1845)

### Außereuropäische Arten (Auswahl)
- Pepsis formosa Say, 1832

## Belege